# Madabal, Magadi
Madabal là một làng thuộc tehsil Magadi, huyện Ramanagara, bang Karnataka, Ấn Độ.